# Numedal
Numedal is een dal en traditioneel district in de provincie Buskerud in het zuidoosten van Noorwegen. Het Numedal verloopt grofweg in noord-zuidelijke richting, van Rødberg tot Kongsberg. Door het dal stroomt de Numedalslågen, de derde rivier van Noorwegen, die bij Larvik uitstroomt in de Ytre Oslofjord.
Het dal ligt als traditioneel district op het grondgebied van de gemeenten Flesberg, Rollag en Nore og Uvdal, die in 2004 gezamenlijk 6.631 inwoners telden. Door uitmigratie en lage geboortecijfers neemt dit aantal al jaren af.
Het gebied langs de Numedalslågen van Kongsberg tot de Hardangervidda had eens de hoogste concentratie middeleeuwse blokhutten, waarvan nu nog ongeveer 40 over zijn. Ook bevinden zich er nog 4 staafkerken.
Door het Numedal liepen vroeger de Noorse paden (Nordmannsslepene), die de belangrijkste transportverbinding vormden tussen Østlandet en Vestlandet. Het pad is gemarkeerd en langs het pad zijn her en der overblijfselen van woningen uit de Steentijd, moerasijzerwerken, grafheuvels en andere overblijfselen van bewoning gedurende ongeveer 8000 jaar.